# ريتشارد سانشيز
ريتشارد سانشيز (بالإسبانية: Richard Sánchez)‏ (5 أبريل 1994 بالولايات المتحدة - ) هو لاعب كرة قدم مكسيكي في مركز حراسة المرمى. شارك مع منتخب المكسيك تحت 17 سنة لكرة القدم ومنتخب المكسيك تحت 20 سنة لكرة القدم. أما مع النوادي، فقد لعب مع تايجرز أونال ونادي دالاس وفورت لودردايل سترايكرز وFort Lauderdale Strikers (2006–2016) ‏.

## وصلات خارجية
- ريتشارد سانشيز على موقع الاتحاد الدولي (مؤرشف)  (الإنجليزية)
- ريتشارد سانشيز على موقع الدوري الأمريكي (الإنجليزية)
- ريتشارد سانشيز على موقع قاعدة بيانات كرة القدم.إي يو (الإنجليزية)
- ريتشارد سانشيز على موقع Soccerbase.com (لاعب) (الإنجليزية)
- ريتشارد سانشيز على موقع Soccerway.com (الإنجليزية)
- ريتشارد سانشيز على موقع عالم كرة القدم.نت (الإنجليزية)